# Ryszard Podgórski
Ryszard Podgórski (ur. 1943) – polski trębacz jazzowy, wykonujący także inne gatunki muzyki rozrywkowej.

## Życiorys
Studiował w Państwowej Wyższej Szkole Muzycznej w Sopocie. W latach 1958–1967 grał w nagrodzonym na wrocławskim festiwalu Jazz nad Odrą zespole Flamingo. Ponadto równolegle grywał w Big Bandzie Jana Tomaszewskiego, zaś w latach 1967-1969 był członkiem grupy Czesława Niemena Akwarele, z którą nagrał dwa longplaye. 
Tuż przed wybuchem stanu wojennego wyjechał do Szwecji, gdzie do dziś mieszka. Przez wiele lat był przedstawicielem handlowym firmy Yamaha na Skandynawię, ponadto grywał z lokalnymi formacjami spod znaku jazzu tradycyjnego (m.in. Peoria Jazzband, Carnegie Jazzband i Sir Bourbon Dixieland Band), z którymi wystąpił m.in. na Sopot Molo Jazz Festival oraz na festiwalu Złota Tarka w Iławie.

## Wybrana dyskografia
- 1961: Deutscher Schallplattenclub – Jazz Aus Polen Jazz Jamboree '61
- 1968: Czesław Niemen i Akwarele – Sukces
- 1969: Czesław Niemen i Akwarele – Czy mnie jeszcze pamiętasz?
- 1990: Carnegie Jazzband – Once Upon A Time
- 1991: Carnegie Jazzband – Walking With the King (1991)
- 1994: Carnegie Jazzband – There Will Be A Hot Time In The Old Town Tonight
- 1998: Carnegie & Anna-My – Let’s Do It (1998)
- 2002: Czesław Niemen – Od początku I
- 2007: Carnegie & Anna-My – When Day Is Done
- 2012: Swingujące 3-miasto – Flamingo
- 2013: Sir Bourbon Dixieland Band – Dixie At Mahogany Hall